# Jean-Yves Ollivier
Pour les articles homonymes, voir Ollivier.
 (février 2023).
L'article doit être relu — et modifié si nécessaire — par des contributeurs indépendants pour apporter un regard critique aux contributions effectuées en violation des conditions d'utilisation de Wikipédia, tant sur la forme (notamment concernant le style encyclopédique, la proportionnalité) que sur le fond (la neutralité de point de vue, la qualité et l'indépendance des sources).
Jean-Yves Ollivier, né le 8 octobre 1944 à Alger, est un homme d’affaires français qui a fait fortune dans le négoce de matières premières extraites en Afrique. Président de la Fondation Brazzaville, très proche du régime du président Sassou-Nguesso et de la droite française, il a été impliqué à plusieurs reprises dans des efforts diplomatiques discrets ou parallèles en Afrique. Selon Libération, il est considéré comme le pilier des réseaux chiraquiens de la Françafrique.

## Biographie

### Enfance
Né à Alger, issu d'une famille de Pieds-noirs, il est rapatrié en métropole en 1962. Plus tôt, à l'âge de 13 ans, il était parti en cachette en URSS avec des jeunes communistes. Sympathisant de l'Algérie française, il est arrêté en 1964 (il a alors 20 ans) pour activités liées à l'OAS et incarcéré cinq mois à la prison de la Santé (Paris), pour leur avoir servi de coursier.

### Carrière professionnelle
Jean-Yves Ollivier a commencé sa carrière dans les années 1960, d'abord en travaillant pour des maisons de négoce international tels que Strauss Turnbull & Co, JA Goldschmidt SA ou Grainex, se spécialisant dans l'achat de matières premières venant d'Afrique.
Au début des années 1970, après le premier choc pétrolier, il s’intéresse au marché des hydrocarbures. En 1980, il crée sa propre compagnie dans ce domaine : Vitank, en s’associant à Henk Vietor, Peter de Savary et Arhmed Mannai. Il dirige aussi la société Comoil.
De 1984 à 1989, Jean-Yves Ollivier dirige la société de négoce de charbon Coal Trading Corporation (CTC). En 1986, il devient le directeur de Charbons de France. Il crée en 1994 Gestilac SA et en 2002 PanAf Consultancy GmbH (basée à Zurich) et Pan Africa Consulting (basée à Hong-Kong). Plus tard, il réunit ces trois entreprises au sein du Fort Group.
En 2011, il conclut la vente du bloc de la plateforme offshore Marine XII au Congo-Brazzaville,.

### Liens avec le régime du président Sassou-Nguesso
Jean-Yves Ollivier est très proche du président Sassou-Nguesso,, qui l'introduira auprès du président angolais José Eduardo dos Santos, et pour qui il entretient une véritable passion.
En 2006, une unité d'Elliott Management, un fonds d'investissement américain connu pour posséder beaucoup de dettes souveraines qu'il recouvre par voie de justice, tentait de recouvrir la dette de 100 millions de dollars US détenue par la République du Congo. À cette occasion, la presse rapporte que Jean-Yves Ollivier aurait déclaré avoir « créé un réseau de sociétés écrans pour dissimuler les propriétaires du pétrole congolais et les paiements versés à la SNPC [Société nationale des pétroles du Congo] », ce dont l'accuse Elliott dans une affaire judiciaire afférente à Hong Kong.
Entre mars 2007 et septembre 2010, Sassou Nguesso a versé à Jean-Yves Ollivier, 1,3 million de dollars américains pour du lobbying auprès des autorités américaines, notamment pour obtenir un allègement de la dette du Congo.

### Diplomatie parallèle
Jean-Yves Ollivier est très proche, sans doute dès la fin des années 1970, de Michel Roussin, directeur de cabinet du directeur général du SDECE (services de renseignement extérieur français) de 1977 à 1981, qui se trouve à la tête du cabinet de Jacques Chirac, d'abord à la mairie de Paris, puis à Matignon, de 1984 à 1993. Il met Jean-Yves Ollivier en contact avec Jacques Chirac, qu'il aurait conseillé en matière d'affaires africaines,.
En 1985, Jacques Chirac lui demande de mener une mission secrète visant à libérer quatre otages français (Marcel Fontaine, Marcel Carton, Jean-Paul Kaufmann et Michel Seurat) retenus au Liban,. Du fait de la croissance de cette activité, Il sera par la suite qualifié d' "Auto-entrepreneur en diplomatie privée" .

#### Opération Condor (1987)
Jean-Yves Ollivier a participé, avec deux proches de Michel Roussin, Jacques Rigault, ancien chef du service action du SDECE, et le diplomate Jean-Marc Simon, à l'opération Condor, un échange de prisonnier entre l'Angola et l'Afrique du Sud. Le 7 septembre 1987, sur le tarmac de l’aéroport Maputo au Mozambique, 133 soldats angolais et une cinquantaine de combattants pour l’indépendance du SWAPO de Namibie ont ainsi été libérés par les autorités sud-africaines en échange du capitaine sud-africain Wynand DuToit, capturé deux ans plus tôt en Angola alors qu’il essayait avec son équipe de saboter une installation pétrolière à Cabinda. Cet échange de prisonniers a également conduit à la libération de deux militants anti-apartheid qui étaient retenus en Afrique du Sud : le Français Pierre-André Albertini et le Néerlandais Klaas de Jong,,.
Pour ce dernier, une note sud-africaine faisant état des entretiens avec des responsables français au sujet de la libération d’un militant anti-apartheid français, Pierre-André Albertini, montre que les interlocuteurs, proches du Premier ministre, à commencer par Michel Roussin, ne voulaient pas voir leur compatriote (condamné à quatre ans de prison) recouvrer sa liberté pour que le président François Mitterrand (la France vit alors en cohabitation) n’en pas tire un profit politique.

#### Comores (1989)
En 1989, il aurait négocié avec Saïd Hillali le départ pour l'Afrique du Sud de Bob Denard, mercenaire français et homme fort du pays depuis 1975, accusé du meurtre du président comorien Ahmed Abdallah.

#### Protocole de Brazzaville (1988)
Le 13 décembre 1988, le protocole de Brazzaville est signé, qui négocie le départ d’Angola de près de 50 000 soldats cubains en échange du retrait des troupes sud-africaines et de l’accès à l’indépendance de la Namibie, occupée par l’armée sud-africaine. Jean-Yves Ollivier a soutenu la médiation du président congolais Denis Sassou Nguesso,.
En 1989, il initie le processus de médiation des Comores, qui fait suite au coup d’État du mercenaire français Bob Denard. Cet accord conduit au départ de ce dernier de l'île.
En 1990, Jean-Yves Ollivier organise la visite en France du nouveau président sud-africain Frederik de Klerk. Cette rencontre constitue la première visite d’un président sud-africain en France depuis quarante ans,.
En 2002, Jean-Yves Ollivier est présent aux négociations de Sun City qui ont abouti à un accord de partage du pouvoir en République démocratique du Congo (RDC) entre le président Joseph Kabila et plusieurs chefs rebelles, dont Jean-Pierre Bemba, le chef du Mouvement de libération du Congo (MLC).

#### Fondation Brazzaville
Jean-Yves Ollivier est le président de la Fondation Brazzaville, une organisation non gouvernementale internationale qui se présente comme dédiée à la paix et à la préservation de l’environnement en Afrique. 
Selon Mediapart, la fondation est considérée "une des structures de lobbying du régime" sénégalais et est soutenue par le régime congolais.
Jean-Yves Ollivier administre la Fondation aux côtés de Philip Prettejohn, Olivier Scutt et Nicolas Chance. Elle bénéficie également du haut-patronage du Prince Michael de Kent. Son conseil consultatif rassemble plusieurs personnalités éminentes du monde politique africain, dont notamment Olusegun Obasanjo, ancien Président de la République du Nigéria, Kgalema Motlanthe, ancien Président de la République d'Afrique du Sud, Kabiné Komara, ancien Premier ministre de la République de Guinée.
Jean-Yves Ollivier est l’initiateur du sommet de Lomé, un événement impliquant plusieurs chefs d'État du continent Africain qui vise à lutter contre les faux médicaments . Certaines organisations internationales, comme United States Pharmacopeial Convention, n'ont pas souhaité y prendre part du fait de désaccords politiques ,.
La fondation parraine le concert d'un orchestre de Paris, dont la direction artistique est assurée par Anne Gravoin, l'épouse du Premier ministre Manuel Valls au moment des faits. En 2015, Manuel Valls remet à Jean-Yves Ollivier les insignes de la Légion d’honneur,.
La proximité avec des entités russes de la fondation a amené des organisations impliquées dans la lutte contre la contrebande de medicaments (la United States Pharmacopeial Convention ou bien encore le Harvard Global Health Institute) à abandonner toute collaboration avec la Fondation de Jean-Yves Ollivier.
Le 16 mai 2023, le président sud-africain Cyril Ramaphosa annonce que Kiev et Moscou ont donné leur accord pour accueillir une délégation menée par les chefs d’État de la Zambie, du Sénégal, du Congo-Brazzaville, de l’Ouganda, de l’Égypte, et de l’Afrique du Sud en mission de paix .

## Distinctions
En 1987, Jean-Yves Ollivier a reçu l’ordre de Bonne Espérance du ministre des Affaires étrangères Roelof Pik Botha. En 1995, il fut élevé au grade de grand officier de l’ordre de Bonne-Espérance par le président sud-africain Nelson Mandela pour sa participation à la chute de l’apartheid[réf. souhaitée]. Jean-Yves Ollivier devint ainsi le seul Français à avoir jamais reçu de telles distinctions du gouvernement sud-africain, à la fois avant et après l’apartheid,.
Jean-Yves Ollivier est également officier de la Légion d’honneur et chevalier de l'ordre national du Mérite en France, ainsi que commandeur de l'ordre du Mérite congolais au Congo Brazzaville puis grand officier de l'ordre du Mérite congolais depuis le 11 février 2014 et grand officier de l’ordre de l'Étoile d'Anjouan aux Comores.